# Fungiacyathidae
Fungiacyathidae é uma família de cnidários antozoários da subordem Fungiina, ordem Scleractinia.

## Géneros
- Fungiacyathus Sars, 1872

- Wikispecies